# Qualcuno bussa alla porta
Qualcuno bussa alla porta è una miniserie televisiva di 5 episodi andati in onda in prima visione sulla Rai dall'11 dicembre 1970 al 22 gennaio 1971.

## Episodi
| nº | Titolo             | Data             | Regia           | Interpreti                                                             |
| -- | ------------------ | ---------------- | --------------- | ---------------------------------------------------------------------- |
| 1  | Il pacco           | 11 dicembre 1970 | Paolo Nuzzi     | Adriana Asti, Glauco Mauri, Angelo Alessio                             |
| 2  | Una sera qualsiasi | 18 dicembre 1970 | Mauro Severino  | Turi Ferro, Valeria Valeri, Carlo Reali, Donato Castellaneta           |
| 3  | Il cannocchiale    | 8 gennaio 1971   | Carlo Quartucci | Gianrico Tedeschi, Gabriele Lavia, Germana Monteverdi, Armando Bandini |
| 4  | La vedova          | 15 gennaio 1971  | Edmo Fenoglio   | Lea Massari, Alberto Lionello                                          |
| 5  | La quarta sedia    | 22 gennaio 1971  | Mario Ferrero   | Aroldo Tieri, Giuliana Lojodice                                        |